# Charles-Aimé Kirkland
Pour les articles homonymes, voir Kirkland.
Charles-Aimé Kirkland (16 novembre 1896 - 9 août 1961) est un médecin et un homme politique canadien. Il a été le député libéral de la circonscription de Jacques-Cartier de 1939 à 1961 (année de son décès). La ville de Kirkland est nommée en son honneur. Il est le père de Marie-Claire Kirkland-Casgrain.